# Cantón de Couches
El cantón de Couches era una división administrativa francesa, que estaba situada en el departamento de Saona y Loira y la región de Borgoña.

## Composición
El cantón estaba formado por catorce comunas:
- Cheilly-lès-Maranges
- Couches
- Dezize-lès-Maranges
- Dracy-lès-Couches
- Essertenne
- Paris-l'Hôpital
- Perreuil
- Saint-Émiland
- Saint-Jean-de-Trezy
- Saint-Martin-de-Commune
- Saint-Maurice-lès-Couches
- Saint-Pierre-de-Varennes
- Saint-Sernin-du-Plain
- Sampigny-lès-Maranges

## Supresión del cantón de Couches
En aplicación del Decreto nº 2014-182 de 18 de febrero de 2014, el cantón de Couches fue suprimido el 22 de marzo de 2015 y sus 14 comunas pasaron a formar parte; once del nuevo cantón de Chagny, dos del nuevo cantón de Autun-2 y una del nuevo cantón de Le Creusot-2.